# На буряки (новела)
«На буряки» — новела українського письменника Григорія Косинки. Етюд аписано в 1919 році, в якому автор у нарисовій формі майстерно відтворив враження від свого недавнього тяжкого дитинства.

## Історія написання
Твір було вперше надруковано того ж року в газеті «Боротьба». У своїй «Автобіографії» Косинка згадує: «Писати почав я року 1919-го, коли газета «Боротьба» видрукувала перше моє оповідання «На буряки», писав я свої перші твори легко: за два-три вечори, не маючи жодного уявлення про техніку прози, стиль, — все це прийшло до мене пізніше».

## Сюжетна лінія
В першій своїй ранній новелі Косинка надає підзаголовок "Згадка з дитячих літ", й надалі відображає один день з життя малого хлопчика, переданий крізь призму вражень і відчуттів. У творі чітко виявляються імпресіоністичні прийоми композиції. Новела складається з розкиданих фрагментів, які змінюють один одного в залежності від плину спогадів автора. Композиційна особливість твору полягає в тому, що він має художнє обрамлення: картини ранкового і вечірнього сну хлопчика.

## Стилістичні особливості
Уже в ранніх творах Косинки дослідники відокремили головну особливість - його тяглоість до імпресіонізму. Характерним для імпресіоністичної поетики Григорія Косинки є використання алогічних, фрагментарних,  обірваних, майже не пов’язаних між собою реплік дійових осіб.

### Сновидіння - перенесення в світ ілюзій та минувшини
Особливе місце в новелах Григорія Косинки займають сновидіння. Розкриття психології героїв — одна з головних функцій картин сну. Зображуючи сновидіння, автор, як правило, пов’язує його зі змінами у внутрішньому світі героя. У залежності від інтенсивності цих змін, картини сну по-різному визначають психологічний стан героя. У першій новелі цей прийом теж присутній:
|  | Ранішній солодкий сон; страшенно хочеться спати, аж пахне, і сниться: біліє полями туман, а росою - молоко, холодне і смачне-смачне; перекликаються півні… |

Прикметним є підзаголовок новели — «Згадка з дитячих літ», основна функція якого — перенести читача в часи Косинчиного дитинства, коли він, будучи ще хлоп'ям, ходив полоти буряки на панському лану, аби заробити бодай сяку-таку копійчину, долаючи невимовні злидні:
|  | Сімнадцять копійок день... маленький брат... мати... Ех! |

Дитині ще не під силу працювати нарівні з дорослими, й економ давав йому полоти лише один рядок, за який, звісно, й платили удвічі менше. У новелі розповідається саме про той день, коли задобрений «півпляшкою» економ таки дозволяє хлопчині ці «два рядки», і малий старається з усіх сил. Це твір насамперед про «самоусвідомлення дорослості», тобто знаковий у житті дитини час, коли вона ніби одномоментно стає дорослою:
|  | Підводжу голову: мої рядки переполоті, а коло рову стоїть чорнява Пріся і кличе обідати. І знов — хороше і смішно, почервонів і дістав цибулю з торби... Обідаємо. |

### Любов - на грані матеріального
Таке, очевидно, відбувається з кожною людиною — у свій час, і залежить від цілої низки факторів, серед яких, безперечно, важливий і соціальний аспект, і любовний, адже в новелі «На буряки» вони невіддільні один від одного:
|  | Яка вона добра й гарна... Але ж: два рядки — тридцять п'ять копійок, синя сорочка!.. Я був щасливий. |

.
Людині для щастя зовсім не так багато треба — матеріальний спокій і духовний неспокій; очевидно, саме такою є головна ідея цієї новели, якщо розглядати її як цілісний твір.

### Репліки - імпресіонізму
Кожна Косинчина репліка у згорненому, сконденсованому вигляді містить у собі мікросюжет чи асоціативний образ, який в уяві читача здатен розгорнутися в історію окремого життя, події чи характеру. Досить часто репліка стає зв’язкою між зоровими і слуховими образами одного асоціативного ряду. 
|  | Колосками кланяються жита, шумить од поділок вітер, а загорілі, трохи потріскані ноги одбивають якийсь чудний музичний такт: – Легка втома… дома… Передній ряд заколихався, сміються, а сміх гарний, простий. Ох і на заводі, на фабриці… – Тра-та-телень, тра-та-телень! – виграють на сапах голодні хлопці, а пісня котиться степом, взолотій пшениці, кісники смиче, волочки цілує і жартами пестливими берізку обгортає... – Тра-та-телень... |

## Критика
Критика 20-х років часто докоряла Григорію Косинці за вузькість тематики, за постійний інтерес до однієї, селянської, теми. Вже через призму років стало зрозумілим, щзо це не говорить про якусь «обмеженість» новеліста, а навпаки підкреслює його особливу творчу рису. Адже письменник вийшов з села, сам з дитячих літ спізнав «наймитську долю гірку», добре знав тогочасне село з його класовою боротьбою, побутом, звичаями, мовою його представників. Справді, ранні твори письменника мали переважно ескізний характер. У них ще не знайдемо глибокого синтезу соціальних явищ і подій. В основі значної частини їх лежить окремий епізод чи враження персонажа.
На особливості ранніх творів Г. Косинки ще в 1924 р. вказував М. Рильський, зазначивши, зокрема, що художня манера письменника «стрімка, похаплива, бадьора і до певної міри фотографічно-імпресіоністична». Для окремих з них характерний лірико-імпресіоністичний стиль, або, як називає його В. Фащенко, «штрихова стилістика». Така манера письма й визначила побудову ранніх творів. Композиція їх «фрагментарна, асоціативна. Сюжетний рух має пульсуючий, стрибкоподібний характер, що відповідає блискавичній зміні настроїв оповідача або персонажа». В окремих творах важко визначити зав'язку, розвиток дії, навіть кульмінацію — ті необхідні компоненти традиційного оповідання, які характерні для пізніших новел. Деякі з цих компонентів, власне, і відсутні, їх функції часто виконує глибокий підтекст, що дає можливість читачеві з’єднати хаотично розпорошені епізоди й ситуації, які автор змальовує кількома мазками, та самому домислити дію. Тому велике смислове навантаження в косинчиній новелі несуть економна фраза, короткі, уривчаті, емоційно забарвлені діалоги.

## Публікації
- 4 травня 1919 року  в газеті «Боротьба» відбувся літературний  дебют Григорія Косинки  —  новела «На  буряки».

Надалі вже новела публікувалася в авторських збірках.
- Косинка Г. В житах : оповідання / Г. Косинка. — Харків : Держ. вид-во України, 1926. — 188, [4] с. — (Бібліотека українських письменників).;

- Косинка Г. Вибрані оповідання / Г. Косинка. — Вид. 2-ге. — Київ ; Харків : Держ. вид-во України, 1929,—-228 с.;

Потім тривалий час творчість Косинки замовчувалася, лише з середини ХХ століття він повернувся до читача, а за ним і новела «На бураки».
- Косинка Г.  Твори / Г. Косинка. — Київ : Молодь, 1972. — 222 с., [4] арк іл. — (Шкільна бібліотека). Вибрані твори. — Харків : Ранок, 2009. — 334, [1] с. — (Серія "Українські класики" : у 12 т.; т. 5);

- Косинка Г. Гармонія : новели / Г. Косинка. — Киш : Дніпро, 1981. — 222 с.;

- Косинка Г. Гармонія : оповідання, публіцистика, спогади про Григорія Косинку / Г. Косинка. — Київ : Дніпро, 1988. — 604, [1] с., [13] арк іл.;

- Косинка Г. Заквітчаний сон : оповідання, спогади про Г. Косинку / Г. Косинка. — Київ : Веселка, 1990. — 285, [2] с. [4] арк іл., портр.;

- Косинка Г. Вибрані твори / Г. Косинка. — Київ : ЛДЛ, 2002. — 190, [1] с.: портр.;

- Косинка Г. В житах : [оповідання] / Г. Косинка. — Київ : Школа, 2007. — 300, [2] с. — (Бібліотека шкільної класики).;

- Косинка Г. Вечірні тіні: оповідання / Г. Косинка. — Харків : Важпромавтоматика, 2007. — 320 с.: портр. — (Серія "Грамота").

## Цікаві факти
- Етюд «На буряки» був першою публікацією Косинки, але й по цей час відтворені ним враження від недавнього тяжкого дитинства - складають основу монографій щодо його життєпису.
- Підписавши свій "етюд з села" псевдонімом «Григорій Косинка» - автор так і пішов з ним у творче життя і розлучався[2].